# Euxoa inextricata
Euxoa inextricata är en fjärilsart som beskrevs av Walker 1865. Euxoa inextricata ingår i släktet Euxoa och familjen nattflyn. Inga underarter finns listade i Catalogue of Life.